# Arctia pentaploa
Arctia pentaploa är en fjärilsart som beskrevs av Smith 1957. Arctia pentaploa ingår i släktet Arctia och familjen björnspinnare. Inga underarter finns listade i Catalogue of Life.